# Weddersleben
Weddersleben ist ein Ortsteil der Stadt Thale im Landkreis Harz in Sachsen-Anhalt.

## Geographie
Die Gemeinde liegt am nordöstlichen Rand des Harzes, etwa drei Kilometer nordöstlich von Thale an der Bode, welche den Ort umfließt.

## Geschichte
In Weddersleben befand sich eine jungbronzezeitliche Höhensiedlung.
Von 1908 bis 1969 gab es mit der Bahnstrecke Blankenburg–Quedlinburg einen Bahnanschluss nach Quedlinburg, Thale und Blankenburg. 1974 wurde das alte Bahnhofsgebäude stillgelegt und ein Jahr später bereits das Gleis in Richtung Thale abgebaut.
Heute ist Weddersleben durch eine Buslinie der Harzer Verkehrsbetriebe mit Thale und Quedlinburg verbunden.
Der Gemeinderat Weddersleben hat am 24. Juli 2008 nach dem Bürgerentscheid vom 2. März 2008 die Zustimmung zur Eingliederung in die Stadt Thale gegeben. Die Bestätigung seitens des Landkreises Harz wurde am 10. Dezember 2008 gegeben. Am 1. Januar 2009 wurde die bis dahin selbstständige Gemeinde nach Thale eingemeindet.

## Politik

### Wappen
| | Blasonierung: „Geteilt und halb gespalten; oben in Blau eine silberne Felsenmauer, unten vorn in Rot eine schrägrechts geneigte aufrechte goldene Ähre am Stiel zwischen zwei Blättern, unten hinten in Blau ein silberner Schwan mit schwarzem Schnabel und ausgeschlagener schwarzer Zunge auf silbernem Wasser mit sieben schwarzen Wellenlinien.“ |
| Wappenbegründung: Die Farben des Ortes sind Blau – Weiß (Silber). Das Wappen basiert auf einem in dem Ort bereits von verschiedenen Vereinen, unter anderem auch von der Feuerwehr, verwendeten Emblem. Die Felswand oben bezieht sich auf die sogenannte Teufelsmauer, bereits 1852 unter Naturschutz gestellte Sandsteinfelsen, die in der Gegend als Thema von Volkssagen und als seltene Naturmerkwürdigkeiten berühmt sind. Der Schwan nimmt in seinem Motiv Bezug auf das Signet einer lange Zeit den Ort prägenden Papiermacherwerkstatt. Die Wellenfäden sollen die Bode symbolisieren und die Kornähre schließlich steht als Symbol für die Landwirtschaft. Das Wappen wurde von dem Heraldiker Frank Jung aus Erfurt gestaltet und am 11. Mai 1998 durch das Regierungspräsidium Magdeburg genehmigt. | |

### Flagge
Die Flagge ist blau – weiß – blau (1:4:1) gestreift mit dem aufgelegten Wappen des Ortes auf dem breiteren Mittelstreifen.

## Sehenswürdigkeiten

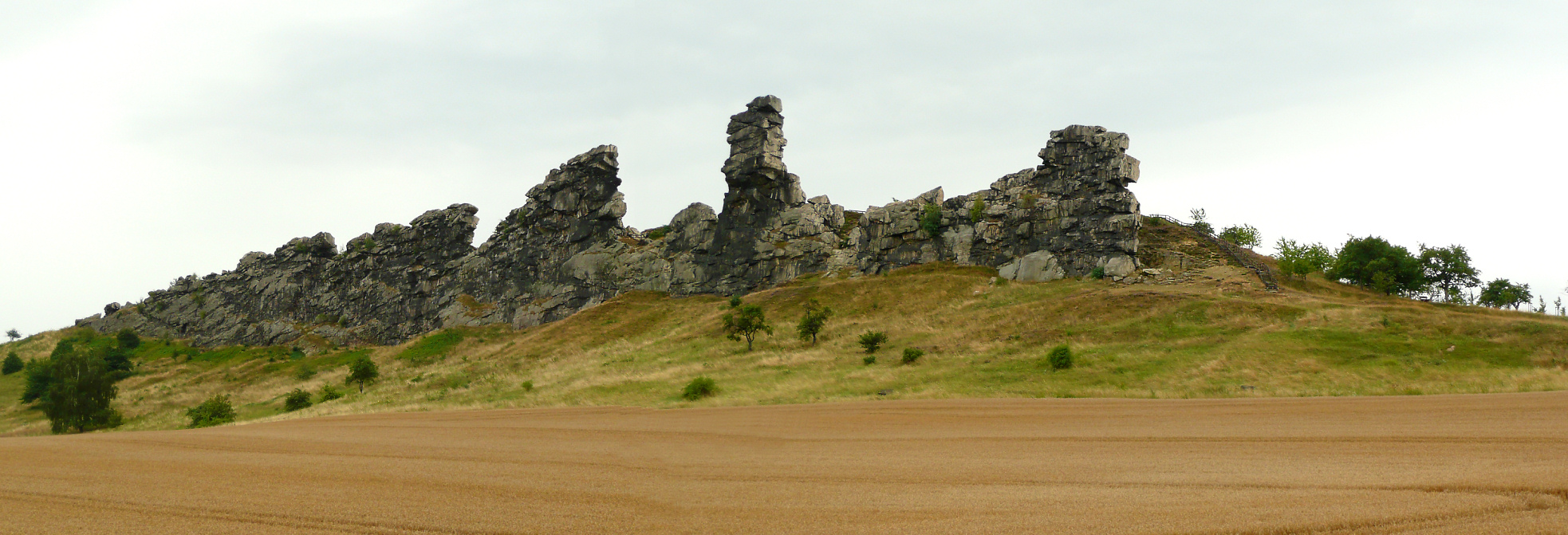
Felswand des Königsteins der Teufelsmauer bei Weddersleben

In der Nähe von Weddersleben liegt die Teufelsmauer, eines der ältesten Naturschutzgebiete Deutschlands.
Einer Sage nach soll ein Hirte einst eine alte Kirchenglocke an der Teufelsmauer gefunden haben, die heute noch im Kirchturm von Weddersleben hängt. Auf Grund der Form, der Herstellungsart und der auf der Glocke angebrachten Ritzzeichen wird sie von Fachleuten des Glockenmuseums in Apolda als mehr als 1.000 Jahre alt gewertet.

## Persönlichkeiten
- Hermann Franke (1847–1932), Gymnasiallehrer und Geologe
- Leopold Franke (1777–1853), Papierfabrikant und Erfinder

## Sonstiges
Die Lebenshilfe Harzkreis-Quedlinburg gGmbH hat in Weddersleben eine Werkstatt für behinderte Menschen sowie mehrere Wohneinrichtungen in Weddersleben.